# عبد الغفار الأخرس
عبد الغفار بن عبد الواحد بن وهب الأخرس، هو شاعر عراقي معروف في أوساط بغداد الأدبية، وأصله من مدينة الموصل، وولد في عام 1218هـ /1804م، وتعلم ونشأ في بغداد، ولقد كان شعره يتميز بالسمو والرقة، وارتفعت شهرته وتناقل الناس شعره، ولقب بالأخرس لحبسة كانت في لسانه، وأخذ فنون الأدب والعلم على يد أبو الثناء الآلوسي مفتي بغداد، كما أخذ عن غيره من العلماء الأعلام وكان معاصرا للشاعر عبد الباقي العمري، ولهُ مناقضات مدونة ومعروفة مع الشاعر الأديب عمر بن رمضان الهيتي، وقد حدث بينهما من الهجاء ما حدث بين جرير والفرزدق، ولكن مع هذا كله فإن الأخرس لما مات صاحبه عمر الهيتي، رثاه بقصيدة عامرة الأبيات سامية المعاني.
وكان عبد الغفار الأخرس يكثر الحضور لمجلس العلامة أبو الثناء الآلوسي وله من النكات والطرف ما جعله من ظرفاء بغداد المشهورين، كما كان له خط جميل ومن آثاره الخطية قصائد من شعره، ودون بخطه أيضا قصائد شعرية للمفتي عبد الغني آل جميل، ومنها التي نسبت لداود باشا، وتعد هذه المجموعة الأدبية من مجاميعه الشعرية النادرة التي تروي جزءا من تأريخ العراق هو في طي النسيان وهذه المجموعة التي دونها من القصائد بخطه والتي أنشدها المفتي عبد الغني أماطت اللثام عن شعر ذلك العصر والمتأثر بالوضع السياسي للبلد، وحزن الشعراء ونقمتهم على حال أهلهم وذويهم، فكان لشعر الأخرس وغيره من شعراء عصره الأثر المحمود في بث الروح الأدبية في السياسة، وأعلاء شأن الأمة، وأعلن الأخرس في ديوانهِ عن شعر وأدب المفتي عبد الغني آل جميل وتذمره وسخطه على سياسة البلد.

## قصائد من ديوانه
أمتدح الشاعر الأخرس الكثير من علماء بغداد ومنهم عبد الغني آل جميل فقال منشداً له:
ثم قال:
فرد عليه المفتي عبد الغني منشدا:
ثم أنشده :
ثم قال :

## من مؤلفاته
- ديوان الأخرس، أو (الطراز الأنفس في شعر الأخرس).[3]

## وفاته
توفى عبد الغفار الأخرس عام 1290 هـ/ 1873م، ودفن في مقبرة الحسن البصري المسماة مقبرة الزبير في مدينة البصرة.